# Луиза Кристиана фон Щолберг-Щолберг
Луиза Кристиана фон Щолберг-Щолберг (на немски: Luise Christiana zu Stolberg-Stolberg; * 21 януари 1675, Ортенберг; † 16 май 1738, Вайсенфелс) от фамилията Дом Щолберг, е чрез женитби до 1710 г. графиня на Мансфелд и херцогиня на Саксония-Вайсенфелс (1712 – 1736).

## Живот
Дъщеря е на граф Кристоф Лудвиг I фон Щолберг (1634 – 1704) и съпругата му Луиза Кристина фон Хесен-Дармщат (1636 – 1697), дъщеря на ландграф Георг II фон Хесен-Дармщат и съпругата му принцеса София Елеонора Саксонска.
Луиза Кристиана се омъжва в Щолберг на 13 декември 1704 г. за граф Йохан Георг III фон Мансфелд-Айзлебен (12 юли 1640 – 1 януари 1710, Мансфелд). Тя е втората му съпруга. Преди това той е женен от 20 октомври 1667 г. за графиня София Елеонора фон Шьонбург-Глаухау (16 октомври 1649 – 17 октомври 1703). Бракът е бездетен.
Останала вдовица през 1710 г. Луиза Кристиана се омъжва втори път на 11 май 1712 г. в Щолберг за херцог Кристиан фон Саксония-Вайсенфелс (1682 – 1736), шестият син на херцог Йохан Адолф I фон Саксония-Вайсенфелс. Двамата са особено разточителни, използват град Зангерхаузен за допълнителна резиденция. През 1719 г. той има големи финансови проблеми. Бракът е бездетен.
Луиза Кристиана умира на 16 май 1738 г. на 63 години във Вайсенфелс и е погребана в княжеската гробница в дворцовата църква на дворец Ной-Августусбург във Вайсенфелс.